# Primi ministri della Tunisia
I Primi ministri della Tunisia, dal 1956 (data dell'indipendenza dalla Francia) ad oggi, sono i seguenti.

## Lista
| Primo ministro                                  | Primo ministro | Primo ministro          | Partito                                                                                           | Mandato           | Mandato           | Capi di Stato           |
| Primo ministro                                  | Primo ministro | Primo ministro          | Partito                                                                                           | Inizio            | Fine              | Capi di Stato           |
| ----------------------------------------------- | -------------- | ----------------------- | ------------------------------------------------------------------------------------------------- | ----------------- | ----------------- | ----------------------- |
| Regno di Tunisia (1956-1957)                    |                |                         |                                                                                                   |                   |                   |                         |
|                                                 |                | Tahar Ben Ammar         | Dustur                                                                                            | 20 marzo 1956     | 11 aprile 1956    | Muhammad VIII al-Amin   |
|                                                 |                | Habib Bourguiba         | Neo-Dustur                                                                                        | 11 aprile 1956    | 25 luglio 1957    | Muhammad VIII al-Amin   |
| Repubblica di Tunisia (1957-oggi)               |                |                         |                                                                                                   |                   |                   |                         |
| Carica abolita (25 luglio 1957-7 novembre 1969) |                |                         |                                                                                                   |                   |                   |                         |
|                                                 |                | Bahi Ladgham            | Partito Socialista Desturiano                                                                     | 7 novembre 1969   | 2 novembre 1970   | Habib Bourguiba         |
|                                                 |                | Hédi Nouira             | Partito Socialista Desturiano                                                                     | 2 novembre 1970   | 23 aprile 1980    | Habib Bourguiba         |
|                                                 |                | Mohammed Mzali          | Partito Socialista Desturiano                                                                     | 23 aprile 1980    | 8 luglio 1986     | Habib Bourguiba         |
|                                                 |                | Rachid Sfar             | Partito Socialista Desturiano                                                                     | 8 luglio 1986     | 2 ottobre 1987    | Habib Bourguiba         |
|                                                 |                | Zine El-Abidine Ben Ali | Partito Socialista Desturiano                                                                     | 2 ottobre 1987    | 7 novembre 1987   | Habib Bourguiba         |
|                                                 |                | Hadi Bakkush            | Partito Socialista Desturiano (fino al 1988) Raggruppamento Costituzionale Democratico (dal 1988) | 7 novembre 1987   | 27 settembre 1989 | Zine El-Abidine Ben Ali |
|                                                 |                | Hamed Karoui            | Raggruppamento Costituzionale Democratico                                                         | 27 settembre 1989 | 17 novembre 1999  | Zine El-Abidine Ben Ali |
|                                                 |                | Mohamed Ghannouchi      | Raggruppamento Costituzionale Democratico                                                         | 17 novembre 1999  | 27 febbraio 2011  | Zine El-Abidine Ben Ali |
| Mohamed Ghannouchi                              |                | Mohamed Ghannouchi      | Raggruppamento Costituzionale Democratico                                                         | 17 novembre 1999  | 27 febbraio 2011  |                         |
| Fouad Mebazaâ                                   |                | Mohamed Ghannouchi      | Raggruppamento Costituzionale Democratico                                                         | 17 novembre 1999  | 27 febbraio 2011  |                         |
|                                                 |                | Beji Caid Essebsi       | Indipendente                                                                                      | 27 febbraio 2011  | 24 dicembre 2011  |                         |
| Moncef Marzouki                                 |                | Beji Caid Essebsi       | Indipendente                                                                                      | 27 febbraio 2011  | 24 dicembre 2011  |                         |
|                                                 |                | Hamadi Jebali           | Ennahda                                                                                           | 24 dicembre 2011  | 14 marzo 2013     |                         |
|                                                 |                | Ali Laarayedh           | Ennahda                                                                                           | 14 marzo 2013     | 29 gennaio 2014   |                         |
|                                                 |                | Mehdi Jomaa             | Indipendente                                                                                      | 29 gennaio 2014   | 6 febbraio 2015   |                         |
| Beji Caid Essebsi                               |                | Mehdi Jomaa             | Indipendente                                                                                      | 29 gennaio 2014   | 6 febbraio 2015   |                         |
|                                                 |                | Habib Essid             | Indipendente                                                                                      | 6 febbraio 2015   | 27 agosto 2016    |                         |
|                                                 |                | Yūssef al-Shāhed        | Nidaa Tounes (2016-2019) Tahya Tounes (2019-2020)                                                 | 27 agosto 2016    | 27 febbraio 2020  |                         |
| Mohamed Ennaceur                                |                | Yūssef al-Shāhed        | Nidaa Tounes (2016-2019) Tahya Tounes (2019-2020)                                                 | 27 agosto 2016    | 27 febbraio 2020  |                         |
| Kaïs Saïed                                      |                | Yūssef al-Shāhed        | Nidaa Tounes (2016-2019) Tahya Tounes (2019-2020)                                                 | 27 agosto 2016    | 27 febbraio 2020  |                         |
|                                                 |                | Elyes Fakhfakh          | Forum Democratico per il Lavoro e le Libertà                                                      | 27 febbraio 2020  | 2 settembre 2020  |                         |
|                                                 |                | Hichem Mechichi         | Indipendente                                                                                      | 2 settembre 2020  | 25 luglio 2021    |                         |
|                                                 |                | Najla Bouden Romdhane   | Indipendente                                                                                      | 11 ottobre 2021   | 2 agosto 2023     |                         |
|                                                 |                | Ahmed Hachani           | Indipendente                                                                                      | 2 agosto 2023     | 8 agosto 2024     |                         |
|                                                 |                | Kamel Madouri           | Indipendente                                                                                      | 8 agosto 2024     | 21 marzo 2025     |                         |
|                                                 |                | Sarra Zaafrani          | Indipendente                                                                                      | 21 marzo 2025     | in carica         |                         |